# ستان ستوكر
ستان ستوكر (29 مايو 1944 في المملكة المتحدة - 10 أكتوبر 2015) (بالإنجليزية: Stan Stoker)‏ هو لاعب كريكت بريطاني. لعب مع نادي مقاطعة دورهام للكريكت ‏ وDorset County Cricket Club ‏.

## وصلات خارجية
- ستان ستوكر على موقع إي آس بي آن كريك إنفو (الإنجليزية)